# Fritz Rauh (Maler)
Fritz Rauh (* 25. November 1920 in Wuppertal; † 1. Mai 2011) war ein deutscher Maler, der 1954 nach Kalifornien, USA, ausgewandert ist.

## Leben
Rauh hat an der Städtischen Handwerker- und Kunstgewerbeschule Braunschweig (heute: Hochschule für Bildende Künste Braunschweig) Malerei studiert. Dort war er Lieblingsschüler des  Schuldirektors, der ihn für die Dauer des Studiums bei sich zu Hause aufnahm. 1952 kam er aus sowjetischer Kriegsgefangenschaft zurück. Dort hatte er nur überlebt, weil er für jedes gemalte Stalin-Porträt eine extra Portion Essen bekam. Fritz Rauh ging zunächst zu seinen Eltern Fritz und Millie Rauh, die seinerzeit in Remscheid im Bergischen Land lebten. Beide waren dagegen, dass er sich mit Malerei beschäftigte. Aber er hatte gute Freunde in Wuppertal in Karl und Emmi Küll, Tante und Onkel, die ihn in seinem Wunsch zu malen massiv unterstützten. Emmi war die Schwester seines Vaters. Beide gaben ihm die Möglichkeit, in einer kleinen Werkstatt sein Atelier einzurichten und für eine Wuppertaler Druckerei Kinoplakate zu malen. Er beendete sein Studium in Braunschweig und lernte dort seine spätere Frau Alexandra „Alix“ Gmelin-Wilke kennen. Alix stammte aus der Braunschweiger Künstlerfamilie Wilke (Charlotte Gmelin-Wilke, Mutter von Alix, Rudolf Wilke, Großvater von Alix, Ulfert Wilke, Onkel von Alix). 1954 folgte Fritz seiner späteren Frau nach Kalifornien, USA. Sie ließen sich zunächst in San Francisco nieder.

### Frühe Jahre in Kalifornien
Um den Lebensunterhalt zu verdienen, arbeitete Fritz bei einem Energieversorger in den Rocky Mountains, aber malte nebenbei intensiv und  erfolgreich. Sein Stil ist eine Fortentwicklung des Tachismus und war an der Westküste der USA in den achtziger Jahren sehr populär. Fritz Rauh hat diese Art von Farbkompositionen perfektioniert und ist ihr während seiner gesamten Schaffensperiode treu geblieben. Nach kurzer Zeit fand er das Interesse der Kunstszene in San Francisco und konnte große Einzelausstellungen im San Francisco Museum of Modern Art und im De Young Museum in San Francisco geben. Im Amerikanischen Pavillon der Weltausstellung in Osaka 1970 (Japan) wurden zwei seiner großformatigen Bilder ausgestellt. In der ganzen Zeit in Kalifornien hatte Fritz Rauh zahlreiche Einzelausstellungen und nahm an Gruppenausstellungen teil.

### 1980er Jahre bis 2011
Er schloss sich in den achtziger Jahren den Künstlern der Lucid Art Foundation um Gordon Onslow Ford an und fand langjährige Freunde unter den Künstlern dieser Gruppe. Er siedelte nach San San Anselmo über, einem Künstlerdorf zwischen Sausalito und San Rafael auf der anderen Seite der San Francisco Bay. 1964 wurde seine Tochter Philine geboren, die später in New York Modedesign studierte und in jungen Jahren eine  Modedesignerin wurde. 1985 ward Fritz Rauh pensioniert. Von da an widmete er sich nur noch der Malerei. Er starb 2011 im Alter von 91 Jahren und hinterließ ein umfangreiches Werk, das in einem  Werkverzeichnis dokumentiert ist. Öl auf Leinwand, Acryl auf Leinwand, Aquarelle und Japan Ink auf Papier.

### Künstlerische Erfolge
Einzelausstellungen in  kalifornischen Museen und die Zusammenarbeit mit verschiedenen Galerien machten ihn an der amerikanischen Westküste schnell bekannt, besonders große Einzelausstellungen im Museum of Modern Art und im De Young Museum in San Francisco trugen dazu bei. Im Amerikanischen Pavillon der Weltausstellung in Osaka (Japan) wurden 1970 zwei seiner großformatigen Bilder ausgestellt. In Deutschland wurde er bis 2016 durch die Galerie Haasner in Wiesbaden vertreten. Seit 2016 wird der Künstler durch Müsse & Bahlinger Kunsthandel in Deutschland vertreten. Seine jüngste große Ausstellung fand 2017 in der Peter Findlay Gallery in New York, Fifth Avenue, statt.

## Einzelausstellungen (Auswahl)
- 1956: De Young Museum, San Francisco, CA, USA
- 1959: David Cole Gallery, Sausalito, CA, USA
- 1963: The Louvre Gallery, San Francisco, CA, USA
- 1967: San Francisco Museum of Modern Art, San Francisco, CA, USA
- 1968: Trutton Gallery, San Francisco, CA, USA
- 1971: William Sawyer Gallery, San Francisco, CA, USA
- 1972: Valley Art Gallery, Walnut Creek, CA, USA
- 1977: Rose Rabow Gallery, San Francisco, CA, USA (also 1975, 1974, 1969)
- 1980: Santa Rosa Junior College Art Gallery, Santa Rosa, CA, USA
- 1988: J. Noblett Gallery, Boyes Hot Springs, CA, USA*
- 1992: Claudia Chapline Gallery, Stinson Beach, CA, USA
- 2004: Fritz Rauh, 50 Years Revisited, 1212 Gallery, Burlingame, CA, USA
- 2009: Symphony of Colors, IONS Institute of Noetic Sciences, Petaluma, CA, USA
- 2010–2016: Galerie Brigitte Haasner, Wiesbaden, Deutschland, verschiedene Einzelausstellungen
- 2016: Golfhotel Vesper, Wuppertal, Deutschland

## Gruppenausstellungen (Auswahl)
- 1970: International Art Show at Expo’70, Osaka, Japan
- 1971: New Works Show, Oakland Museum of California, Oakland, CA, USA
- 1978: Creation, Gallery Schreiner, Basel, Schweiz[3]
- 1982: Kennedy, Humble, Rauh; Somar Gallery, San Francisco, CA, USA
- 2003: Poetic Abstractions, 1212 Gallery, Burlingame, CA, USA
- 2005: Modernism, Palm Springs, CA, USA
- 2005: Kunst aus Kalifornien, Galerie B. Haasner, Wiesbaden, Deutschland, verschiedene Gruppenausstellungen
- 2006: Collaborations – Fritz Rauh and John Baxter, The 8 gallery, San Francisco, CA, USA[4]
- 2006: noir et blanc, The 8 gallery, San Francisco, CA, USA[4]
- 2007: Rose Rabow Galleries retrospective: 1958–1977, The 8 gallery, San Francisco, CA, USA[4]
- 2008: Weinstein Gallery: Landscape of Consciousness – A circle of artists at the beginning of Lucid Art[5]
- 2017: Fritz Rauh + Jack Wright, Points of View, Wally Findlay Galleries, Palm Beach, FL, USA.
- 2017: Fritz Rauh + Jack Wright, Points of View, Findlay Galleries, New York, USA[6].
- 2018: Ship of Dreams: Artists, Poets and Visionaries of the S.S. Vallejo, Sonoma Valley Museum of Art[7][8], Sonoma, CA 95476, USA.

## Öffentliche Sammlungen
- Crocker Art Museum, Sacramento, CA, USA.  Fritz Rauh auf Pinterest-Seite des Museums: Fritz Rauh, „Untitled“, 1972
- De Young and Legion of Honor fine arts museums of San Francisco, CA, USA. Fritz Rauh-Werke in der Sammlung des Museums   Fritz Rauh auf der Pinterest-Seite des Museums: Fritz Rauh, „Calligraphic Form“, 1958
- SFMOMA, San Francisco, CA, USA. Fritz Rauh-Werke in der Sammlung des Museums

## Filme über Rauh
- Painter – Fritz Rauh – Trailer, YouTube
- Fritz Rauh – The Painter, 60 Min.